# Ruda Krakowiecka
Ruda Krakowiecka (ukr. Руда-Краковецька) – wieś na Ukrainie, w rejonie jaworowskim obwodu lwowskiego. Wieś liczy około 620 mieszkańców. Jej centralną część stanwi dawniej samodzielna wieś Ruda Kochanowska.
W II Rzeczypospolitej do 1934 samodzielna gmina jednostkowa. Następnie należała do zbiorowej wiejskiej gminy Wielkie Oczy w powiecie jaworowskim w woj. lwowskim. Po wojnie wieś weszła w struktury administracyjne Związku Radzieckiego.